# 9 душ
«9 душ» (яп. ナイン・ソウルズ: найн соурудзу; англ. 9 Souls) — японский криминальный фильм-драма, поставленный режиссёром Тосиаки Тоёдой в 2003 году. Главных персонажей киноленты — девятерых заключённых объединяет не только их общий побег из тюрьмы, но и надежда на воплощение своих грёз и желаний, связанных с их предыдущей жизнью на воле. Начинающийся как комедия, к своей концовке фильм становится всё более драматичным, где каждый из девяти героев сталкивается с собственной трагедией.

## Сюжет
Девять опасных преступников, которые делят тюремную камеру, вынашивают план побега для поиска фальшивых денег, якобы спрятанных в капсуле времени их десятым безумным сокамерником, известным как Король фальшивомонетчиков. После побега они крадут автофургон, надевают белые комбинезоны и следуют по карте к месту, где якобы скрыто сокровище. Они находят спрятанную капсулу времени, но её содержимое оказывается совершенно иным, нежели они ожидали. И члены группы начинают отрываться, кто как может, а иные пытаются вновь войти в общество и зажить нормальной жизнью, но и это им не удаётся, ибо эта новая действительность отказывается их принять.

## В ролях
- Ёсио Харада — Торакити Хасэгава
- Рюхэй Мацуда — Митиру Канэко
- Дзюниа Тихара — Кадзума Курума
- Онимару — Сисидо
- Ицудзи Итао — Фудзио Камэи
- Киёхико Сибукава — Киёси Саруватари
- Мамэ Ямада — Хидэми Сиратори
- Такудзи Судзуки — Синъити Инуи
- Гэнта Дайраку — Итиро Юсияма
- Дзюн Иноуэ — Накаяма
- Эйта — Нобору Канэко
- Такако Мацу — Юки
- Мисаки Ито — Юрина
- Котоми Кёно — Ёсико
- Миако Тадано — Мисао
- Кадзуки Китамура — Тамори
- Дзюн Кунимура — Ямамото

## Премьеры
- — национальная премьера фильма состоялась 31 июля 2003 года[1].
- — первый показ на американском континенте прошёл в рамках Международного кинофестиваля в Торонто (Канада) 12 сентября 2003 года[1].
- — в октябре 2003 года впервые показан в Южной Корее в рамках Международного кинофестиваля в Пусане[1].
- — европейская премьера фильма прошла в рамках Международного кинофестиваля во Фрибуре (Швейцария) в марте 2004 года[1].
- — 10 апреля 2004 года впервые показан в США в рамках Международного кинофестиваля в Филадельфии[1].
- — фильм демонстрировался в венгерском прокате с 12 февраля 2005 года[1].

## Награды и номинации
Премия журнала «Кинэма Дзюмпо» (2004)
- Номинация на премию за лучший фильм 2003 года, однако по результатам голосования кинолента заняла лишь 26-е место.

Международный кинофестиваль во Фрибуре (Швейцария, 2004)
- Номинация на Главный приз фестиваля.